# Август Вайсман
Фридрих Леополд Август Вайсман (на немски: Friedrich Leopold August Weismann) е немски зоолог, клетъчен биолог, ембриолог и теоретик на учението за еволюцията.
Защитник на дарвинизма. Решително отхвърля идеята на Жан-Батист Ламарк, че признаците, придобити по време на индивидуалния живот, се предават по наследство. Поддържа, че при многоклетъчните организми само промените в гаметите(половите клетки) се наследяват, промените в соматичните клетки (телесните клетки) са без значение за наследствеността. Това става отправна точка на следващите изследвания по генетика.

## Биография
Август Вайсман е роден на 17 януари 1834 във Франкфурт на Майн, Германски съюз. Баща му е гимназиален учител по древни езици, майката се увлича по музика и рисуване. Вайсман завършва медицина в Гьотинген, работи първо в Рощок, после във Франкфурт. В периода 1861 – 1863 е личен лекар на ерцхерцог Стефан Австрийски. По това време се запознава с „Произход на видовете“ на Чарлз Дарвин, което променя неговия светоглед.
През 1863 г. Вайсман започва като зоолог в Университета на Фрайбург, един от най-старите университети в Германия. През 1868 в аулата произнася лекцията Über die Berechtigung der Darwin'schen Theorie (Върху правилността на теорията на Дарвин). В нея Вайсман сравнява еволюционната теория с представите за творението на видовете. Заключението е, че биологическите факти се обясняват най-добре от позицията на съществуването на еволюция чрез естествен отбор. От 1873 до 1912 е професор в същия университет. Женен е за Мария Доротея, която помага и в работата му, когато зрението му отслабва; имат пет деца. Август Вайсман умира на 5 ноември 1914 във Фрайбург, Германска империя.

## Научна дейност

### Успехи на клетъчната биология
Средата на XIX век бележи успехи на клетъчната биология, дължащи се включително на подобрените микроскопи (като произвежданите от „Карл Цайс“ в Йена). Утвърждава се клетъчната теория на Матиас Шлайден и Теодор Шван: всички организми се състоят от една или от много клетки; клетката е основната единица на живота. Рудолф Вирхов (1855) добавя допълнителен принцип: всяка клетка произхожда от друга клетка (Omnis cellula e cellula, т.е. всяка клетка – от клетка).
Открито е клетъчното ядро, наблюдавани са хромозомите. Показано е значението на деленето на ядрото. Биолозите, които работят с животински и растителни обекти, се убеждават, че всяко ядро произхожда от деленето на друго ядро (omnis nucleus e nucleo, т.е. всяко ядро – от ядро). Оскар Хертвиг описва оплождането и редукционното делене (мейоза) при морски таралежи. Но едва по-късно Август Вайсман обръща внимание, че са необходими две деления на ядрото, за да се получат хаплоидни полови клетки. Това е условието да се запази броят на хромозомите след оплождане.
Усилената работа с микроскоп влошава зрението на Август Вайсман. Той започва да се занимава главно с общи въпроси на биологията. Обръща се към значението на откритията на клетъчната биология за еволюцията, проблем който дотогава не е вълнувал учените. Тези негови трудове се оказват с най-голямо значение.

### Принос към еволюционната теория
При многоклетъчните организми Вайсман различава два вида клетки. Едните са клетките на тялото, неговата сома. Соматичните клетки изпълняват всички функции в организма, без размножаването. Те, подобно на целия организъм, стареят и умират. Другият вид са половите клетки (гаметите), яйцеклетки и сперматозоиди, които дават начало на нов организъм. Те носят в себе си така наречената зародишна плазма. С това понятие Вайсман означава материалния субстрат на наследствеността, разположен в ядрото. Половите клетки пазят зародишната плазма и осигуряват нейното предаване от поколение на поколение; така те гарантират потенциалното безсмъртие на зародишната плазма.
Според представите на Вайсман при зародишното развитие на животните соматичните клетки не получават цялата зародишна плазма (наследствеността на ядрото), а само тази част, която е необходима за образуването на съответната специализирана тъкан – мускулна, чернодробна и т.н.
Вайсман поддържа мнението, че соматичните клетки не могат да влияят върху зародишната плазма на половите клетки. От това следва, че измененията в соматичните клетки не се предават по наследство. Наследяват се само промените в зародишната плазма на клетките от зародишния път – от първичните полови клетки, до зрелите гамети.
По този начин Август Вайсман пръв ясно поставя въпроса за наследяване на признаците и качествата, придобити от организма през индивидуалния живот. Отговорът му е: промените в соматичните клетки не влияят върху зародишната плазма на половите клетки. Според Вайсман това твърдение може да се провери експериментално.
Вайсман излага своите идеи преди 1900 г., т.е. преди законите на Грегор Мендел да са открити за втори път и преди да се появи понятието ген. Като хипотеза Вайсман предполага съществуването на елементарни наследствени единици (биофори), които образуват ред от все по-сложни структури: детерминанти, иди и иданти. Идантите Вайсман отъждествява с откритите неотдавна хромозоми.

### Наследяване на осакатяванията
По времето на Вайсман упорито се говори, че животните наследяват осакатяванията на родителите си. Съобщава се за котка, която нееднократно ражда котенца без опашка, след като е загубила опашката си. Вайсман отрязва опашката на пет последователни поколения мишки. Измерва дължината на опашката на почти хиляда новородени мишлета от родители без опашка. Никое от новородените няма даже скъсена опашка.

### Приемане на идеите
Естественият отбор е всемогъщ, а придобитите признаци не могат по никакъв начин да се наследяват. Тези основни идеи на Вайсман, които понякога се означават като вайсманизъм, задълбочават дарвинизма и са в основата на неодарвинизма.
Въпреки хипотетичния характер на някои от предположенията на Вайсман неговите идеи стават основа на съвременната генетика и теория на еволюцията. Автономната и безсмъртна „зародишна плазма“, носител на наследствените качества, е предположение на Вайсман, което се потвърждава. Само няколко десетилетия по-късно Франсис Крик и Джеймс Уотсън разкриват строежа на молекулата на ДНК и принципа на записване на информацията и предаването ѝ в следващото поколение.
Не всички хипотези на Вайсман са напълно верни. Оказва се например, че ДНК в соматичните клетки носи по същество същата информация като ДНК в половите клетки. Но информацията от соматичните клетки много трудно може да бъде използвана за създаване на нов организъм: развитието на клетка от кожа до овцата Доли показва колко проблематично е това.
В СССР трудовете на Вайсман са подложени на критика от Трофим Лисенко и неговите привърженици. На Августовската сесия на ВАСХНИЛ (1948) те официално са обявени за антинаучни и реакционни. В България това става на Биологическата конференция на БАН (1949).